# Marcelo (ur. 1976)
Marcelo Rosa da Silva (ur. 29 stycznia 1976) – brazylijski piłkarz występujący na pozycji pomocnika.

## Kariera piłkarska
Od 1995 do 2011 roku występował w SC Internacional, CR Flamengo, Cerezo Osaka, Servette FC, Independiente Medellín, América, Mogi Mirim, Marília, Criciúma, Zhejiang Greentown, CRAC, Ypiranga i Cruzeiro Porto Alegre.